# The Day After – Der Tag danach
The Day After – Der Tag danach ist ein US-amerikanischer Fernsehfilm aus dem Jahr 1983, der sich mit den Auswirkungen eines fiktiven Atomkriegs inmitten der USA befasst. In Europa wurde er auch im Kino gezeigt.

## Inhaltsangabe

### Handlung
Der Beginn des Filmes zeigt ein während des Kalten Krieges denkbares Szenario, das zum Ausbruch eines Krieges zwischen den Supermächten führt. Die Zuschauer erfahren die politischen Hintergründe nur indirekt durch Radio- oder Fernsehberichte; gleichzeitig werden die Hauptpersonen vorgestellt, die in verschiedener Weise auf die politische Krise reagieren: Während einige den Ernst der Lage erkennen, versuchen andere, die dramatische Entwicklung der Ereignisse zu ignorieren.
Nach einer Eskalation eines konventionellen Krieges zwischen der Sowjetunion und den NATO-Staaten auf dem Gebiet Westdeutschlands werden zunächst taktische Atomwaffen von beiden Seiten eingesetzt, was durch die Nachrichten und Gerüchte kolportiert wird. In einer dramatischen Zuspitzung sieht der Zuschauer die Übermittlung der Abschusscodes der amerikanischen Interkontinentalraketen vom Typ Minuteman und den Start der Raketen aus den Raketensilos im Mittleren Westen der USA. Die Sowjetunion führt einen Gegenangriff mit 300 Interkontinentalraketen durch, wobei offen gelassen wird, welche der beiden Supermächte den Erstschlag durchführt. Der Film lässt ebenso offen, welche der beiden Supermächte letztlich Schuld an der Eskalation des Konflikts trägt; auch eine nach Ende der Angriffe über Radio verbreitete Ansprache des amerikanischen Präsidenten beantwortet diese Frage nicht, ebenso wenig, wer als „Gewinner“ des Krieges anzusehen ist. Die Detonation der Atomwaffen verwandelt die Innenstadt von Kansas City und das Umland in eine Wüste und hinterlässt einige Überlebende, die entweder Schutz in Bunkern fanden oder hilflos im Freien umherirrten. In einem intakt gebliebenen Krankenhaus versuchen nun einige Ärzte, die Verwundeten zu versorgen.
Der Schlussteil des Films spielt zwei Wochen nach dem Atomkrieg, den viele Menschen überlebt haben, und zeigt die Auswirkungen des atomaren Schlags. Anomie regiert das Land, viele Menschen leiden an der Strahlenkrankheit. Der Film hat ein offenes Ende und prophezeit eine düstere und hoffnungslose Zukunft: Die Überlebenden sind mit den Herausforderungen einer zerstörten Gesellschaft konfrontiert. Sie behelfen sich mit primitiven technischen Mitteln, weil die Infrastruktur vernichtet ist. Die Städte sind unbewohnbar, viele Häuser zerstört. Überall entstehen Flüchtlingslager, deren Bewohner nicht ausreichend mit Lebensmitteln versorgt werden können. Es fehlt an Medikamenten in den verbleibenden Krankenhäusern, Seuchen drohen auszubrechen. Die Armee übernimmt die Kontrolle und lässt willkürlich Menschen ohne Gerichtsverfahren erschießen. Der Präsident und sein Kabinett haben überlebt und arbeiten undurchführbare Gesetze aus, mit denen das Land wiederaufgebaut werden soll. Menschen bewaffnen sich und töten einander, um zu überleben.

### Figuren
Im Mittelpunkt des Filmes stehen Dr. Oakes, der nach dem Atomschlag das kleine Universitätskrankenhaus in Lawrence zu führen versucht, die Familie Dahlberg, die in ihrem als Bunker hergerichteten Keller überlebt, sowie der Soldat Billy McCoy.
Die Familie Dahlberg führt eine große Farm, Jim Dahlberg ist ein stolzer und konservativer Farmer, der von den Erzeugnissen seines Landes lebt. Die ältere Tochter soll heiraten und verursacht durch ihre nächtlichen Eskapaden mit ihrem zukünftigen Ehemann komische Situationen, die Mutter befindet sich in den Vorbereitungen für die Hochzeitsfeier, als die Katastrophe hereinbricht. Die Dahlbergs überleben den Atomkrieg im Keller des Hauses, der eigentlich zum Schutz gegen Tornados dient, wo sie zwei Wochen lang im Dunkeln ausharren müssen. Bei ihnen ist der Student Steven Klein, der vom Angriff überrascht wurde und in der Farm Schutz gesucht hat. Nachdem der radioaktive Niederschlag abgeklungen ist und die Dahlbergs den Keller wieder verlassen können, versuchen sie ihr Leben weiterzuführen, was aber unmöglich ist. Die Ernte ist vernichtet, die Aussaat von neuem Getreide unmöglich, weil die Erde verseucht ist – der Vorschlag der Regierung, die gesamte obere Bodenschicht abzutragen, erscheint den Farmern wie Hohn, weil er absolut undurchführbar ist: Abgesehen von der riesigen Menge zu bewegender Erde käme dabei nur unfruchtbarer Boden zum Vorschein, auf dem nichts wachsen würde. Die ältere Tochter leidet an der Strahlenkrankheit und wird wahrscheinlich sterben, ihr Verlobter ist mutmaßlich umgekommen, der Sohn der Dahlbergs ist erblindet, da er in den Lichtblitz einer Kernexplosion geblickt hatte. Steven erklärt sich bereit, Sohn und Tochter nach Lawrence in das Universitätskrankenhaus zu bringen, dort kann man den beiden aber nicht helfen. Jim Dahlberg wird von Flüchtlingen erschossen, die eines seiner Rinder geschlachtet haben. Jims Frau, die die Schüsse hört, und die jüngere Tochter bleiben allein zurück.
Dr. Oakes wird als besonnener Familienvater im reifen Alter dargestellt, den die politische Krise im Gegensatz zu den meisten anderen Figuren äußerst beunruhigt. Er liebt seine Ehefrau und hat zwei erwachsene Kinder, alle drei sterben jedoch beim Angriff auf Kansas City. Dr. Oakes überlebt nur, weil er sich zur Zeit des Angriffes in der Nähe von Lawrence befindet. Dort übernimmt er die Leitung des Universitätskrankenhauses und versucht mit den beschränkten Mitteln, die nach dem nuklearen Inferno zur Verfügung stehen, mit den übrigen Ärzten Menschenleben zu retten. Weil er annehmen muss, dass seine Frau und seine Kinder tot sind, und sein Leben keine Perspektiven mehr bietet, arbeitet er sich bis zur völligen Erschöpfung auf. Schon mehr oder weniger mit seinem Tod vor Augen bricht er schließlich in einem Militärlastwagen nach Kansas City auf, obwohl klar ist, dass die Stadt zerstört sein muss; Oakes begründet dies damit, dass er seine Heimat wenigstens noch einmal sehen wolle. Am Ende des Filmes ist er zum Greis geworden und bricht, nachdem er die verkohlten Reste der Armbanduhr seiner Frau gefunden hat, weinend in den Trümmern seines Hauses zusammen, dabei umarmt er einen Obdachlosen, den er kurz zuvor noch aus seinem „Haus“ vertreiben wollte.
Eine weitere Figur ist der Soldat Billy McCoy, der zur Besatzung einer Raketenstellung gehört. Als einfacher Soldat ist er weit von den hohen Militärs entfernt, die das Wettrüsten vorangetrieben haben, offenbar glaubte er aber auch nicht ernsthaft daran, der Kalte Krieg könnte einmal zu einer militärischen Auseinandersetzung führen – zumindest hat er seiner Frau immer erzählt, dass er nie zu einem „richtigen“ Einsatz gerufen werden wird. Nun aber muss er zum Raketensilo, obwohl er eigentlich mit seiner Frau und dem gemeinsamen Sohn zur Schwiegermutter fahren wollte. Nachdem die Raketen aus der Stellung abgefeuert wurden, verlässt er eigenmächtig den Einsatzort, während seine Kameraden befehlsgemäß in dem leeren Raketensilo ausharren und mutmaßlich bei einem Treffer umkommen werden. Auf seiner Flucht erlebt Billy den Atombombenangriff und wird durch seinen Aufenthalt im Freien starker Radioaktivität ausgesetzt, am Ende des Filmes geht er schwer strahlenkrank dem Tode entgegen. Seine Frau und der Sohn sind wohl schon beim Angriff umgekommen.

### Botschaft
Die zentrale Botschaft des Filmes ist, dass ein Atomkrieg die vollständige Zerstörung Amerikas zur Folge haben würde. Im Film wird der Atomschlag durch die UdSSR mit 300 Raketen geführt. Da Anfang der 1980er Jahre bereits ein Großteil der ICBM mit Mehrfachsprengköpfen ausgestattet war (etwa SS-19 mit sechs Sprengköpfen), wären bei 300 eingesetzten Raketen weit über eintausend Atomsprengköpfe auf die USA niedergegangen. In diesem Zusammenhang muss man sich vor Augen halten, dass 2013 in den USA 295 Städte über 100.000 Einwohner zählten; d. h. unter der Annahme, dass ein Sprengkopf auf jede dieser Städte gerichtet worden wäre, die Anzahl der Sprengköpfe nicht nur ausgereicht hätte, diese alle zu zerstören, sondern dies sogar mehrfach zu tun, also den oft beschworenen nuklearen „Overkill“ auszulösen.

## Produktion

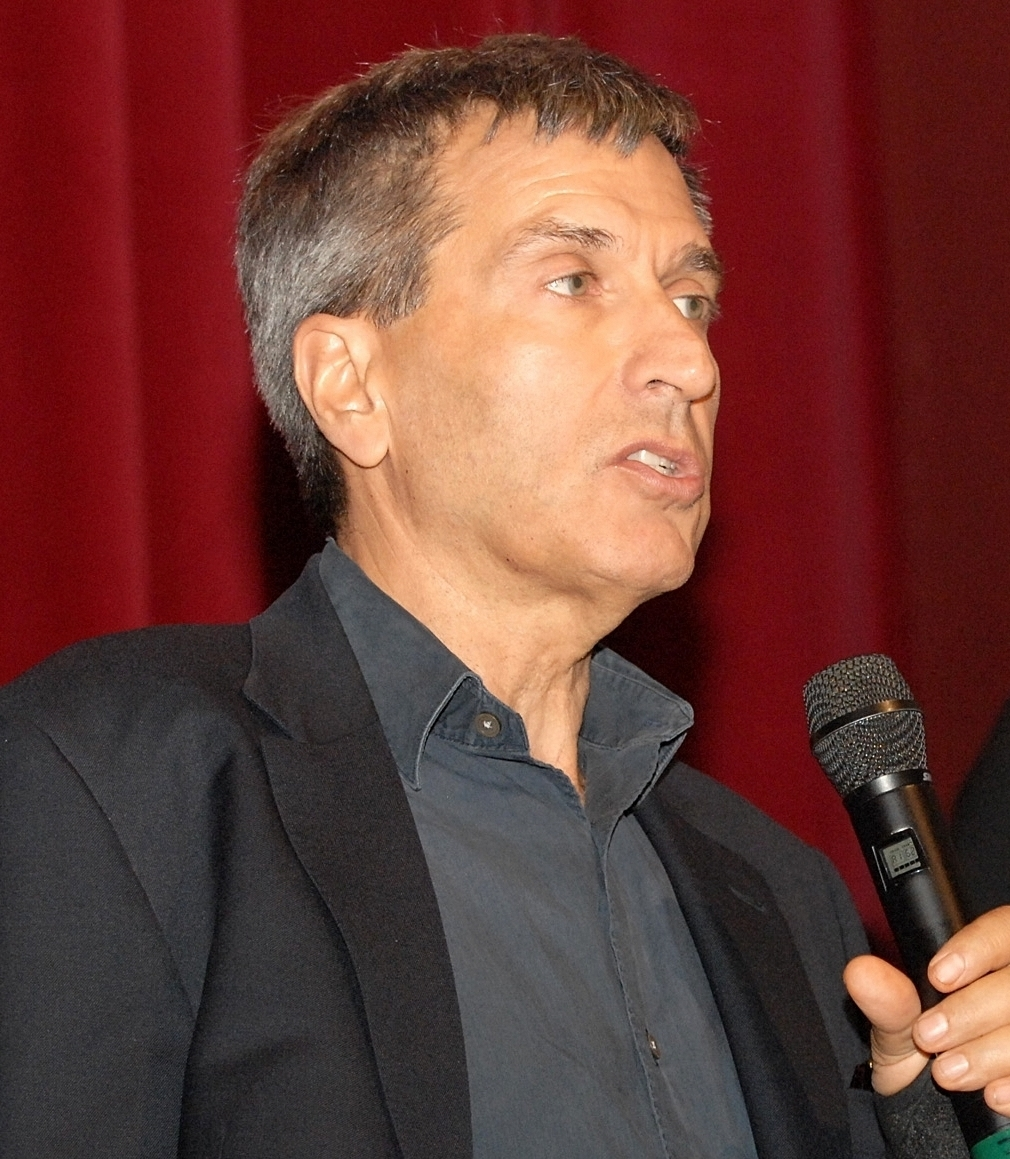
Regisseur Nicholas Meyer (2008)

Hauptschauplatz des Filmes ist die Universitätsstadt Lawrence in der Nähe der Großstadt Kansas City und deren ländliche Umgebung. Die Handlung ist damit im Herzland der USA platziert, dessen Bewohner besonders religiös und den Traditionen verbunden sind, und zeigt dadurch exemplarisch, wie diese ländliche Idylle vernichtet wird und selbst in dieser traditionellen Gesellschaft nach dem Atomkrieg alle Werte verloren gehen und die Menschen nur noch ans Überleben denken. Lawrence ist der zentrale Schauplatz, weil die Stadt Kansas City durch den Atomschlag vernichtet wird. Gleichzeitig sind in Lawrence auch viele Interkontinentalraketen für den Krieg mit der Sowjetunion stationiert, sodass die Idylle von Beginn an trügerisch ist. Die den Atombombenangriff zeigenden Szenen des Films wurden unter Verwendung echter Filmaufnahmen von Kernwaffentests hergestellt.
John Stoddard, der damalige Präsident des Fernsehsenders ABC, meint, dass ihm die Idee zu The Day After beim Schauen des Filmes Das China-Syndrom kam, der die Gefahren einer möglichen Kernschmelze beschreibt, und stellte sich die Frage, was passieren würde, wenn eine durchschnittliche US-amerikanische Gemeinde von einem Atomangriff betroffen wäre. Edward Hume wurde mit dem Schreiben des Drehbuchs beauftragt, der sich dazu entschied, die Geschichte in der Umgebung von Kansas City anzusiedeln, da hier ein repräsentativer Durchschnitt der Vereinigten Staaten existierte und weil die Existenz von Raketensilos in Kansas City die Stadt zu einem logischen Ziel für einen Atomangriff machen würde. Hume verbrachte mehrere Monate damit, Bücher und Informationsmaterial zu dem Thema zu lesen und Wissenschaftler sowie Regierungsbeamte zu interviewen. Das Drehbuch, das Hume schließlich vorlegte, entsprach einem Film von insgesamt vier Stunden Länge.
Robert Papazian und Nicholas Meyer wurden als Produzent bzw. Regisseur verpflichtet, um das Drehbuch filmisch umzusetzen. Meyer entschied sich für einen Fernsehfilm, da er gewöhnliche Menschen mit seinem Film erreichen wollte. Da die Produktionskosten von 7 Mio. US-Dollar dem Dreifachen eines durchschnittlichen Fernsehfilms entsprachen, war man darauf angewiesen, Werbung im Film zu platzieren. Es zeigte sich jedoch, dass ABC Schwierigkeiten hatte, Werbeblöcke zu verkaufen, da viele Unternehmen nicht mit dem Thema des Films verknüpft werden wollten. Dieses Problem war auch der Grund, warum ABC den ursprünglich für zwei Abende geplanten Film um eine Stunde verkürzte, um ihn an einem Abend zeigen zu können. Gegen den Willen von Meyer schnitt ABC dann noch einmal weitere Szenen heraus, von denen man der Meinung war, dass sie zu gewaltsam und schockierend für kleine Kinder wären. Diese Kürzungen führten zu Spannungen zwischen Meyer und Samuels, da Meyer der Ansicht war, dass die Kürzungen dem Film einen Teil seiner Erzählkraft nahmen. Weitere Konflikte entstanden, als eine Szene, in der ein Kind von einem Atomkrieg träumt und schreiend aufwacht, dem Schnitt zum Opfer fiel sowie eine Zeile, in der die Stationierung US-amerikanischer Pershing-II-Raketen für die Eskalation des Konflikts verantwortlich gemacht wurde, herausgestrichen wurde. Hume zeigte sich mit dieser letzten Änderung sehr unzufrieden, da seiner Meinung nach eine wichtige Verbindung zur damaligen wirklichen politischen Situation damit gekappt wurde. Schlussendlich hatte The Day After eine Länge von 128 Minuten.
Der Maskenbildner Michael Westmore wurde damit beauftragt, realistische Effekte von beispielsweise strahlenkranken Menschen darzustellen, jedoch ohne dass der Film sich in einen Horrorfilm verwandelte. Stu Samuels, damaliger Vizepräsident von ABC, meinte, dass die Herausforderung darin bestand, die Auswirkungen eines Atomkrieges darzustellen, ohne dass die Zuschauer abschalteten.
Die Filmemacher strebten auch eine Zusammenarbeit mit dem Militär an, da man militärisches Gut (z. B. Hubschrauber) für einige Szenen benötigte, aber zu dieser Zusammenarbeit kam es nicht, da die Militärs verlangten, dass der Film deutlich machen sollte, dass die Sowjetunion den Krieg angefangen hatte, und dies lehnten Regisseur Nicholas Meyer und sein Team ab, da sie diese Frage offen lassen und sich stattdessen auf das Schicksal gewöhnlicher Menschen konzentrieren wollten.

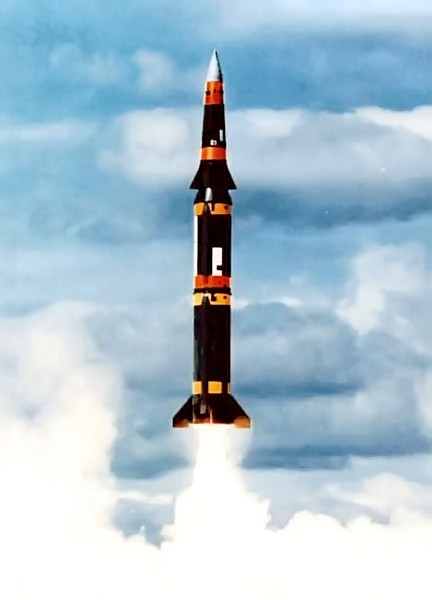
Pershing-II-Rakete

## Historischer Rahmen
Das Jahr 1983, der Zeitpunkt der Entstehung von The Day After, fiel in eine Phase der zunehmenden Spannungen zwischen den Vereinigten Staaten und der Sowjetunion. Im September 1983 war es der Besonnenheit des Offiziers Stanislaw Petrow zu verdanken, dass es nicht zu einer extrem kritischen Situation kam. Er erkannte einen Fehlalarm eines sowjetischen Frühwarnsystems als solchen und verhinderte damit vermutlich einen möglichen nuklearen Schlagabtausch. Anfang November spielte sich auch die Krisensituation um die NATO-Übung Able Archer 83 ab, in der ein Krieg zwischen den beiden Supermächten inklusive des Einsatzes von Atomwaffen simuliert wurde. Dokumente, die vor einigen Jahren veröffentlicht wurden, zeigen, dass die sowjetische Führung befürchtete, dass Able Archer der Deckmantel für einen Erstschlag des Westens war. Im selben Monat begannen die USA mit der Stationierung von Pershing-II-Raketen (in einer Szene zu Anfang des Films wird auf diesen Umstand angespielt).
Der damalige Präsident der Vereinigten Staaten und ehemalige Schauspieler, Ronald Reagan, hielt die Möglichkeit eines für die USA gewinnbaren Atomkrieges für gegeben. Er sah den Film in Camp David am Morgen des 10. Oktober 1983 und zeigte sich davon sehr beeindruckt. In seiner Autobiographie berichtete er, der Film habe ihn tief deprimiert und zu einer neuen Sichtweise bezüglich des Themas geführt.

## Rezeption
Der Film erreichte eine breite Öffentlichkeit und wurde bei seiner Premiere in den USA am 20. November 1983 von mehr als 100 Mio. Menschen gesehen und löste eine breite Debatte aus. Konservative Kommentatoren wie William F. Buckley, Jr. kritisierten den Film, während Ronald Reagans Außenminister George Shultz der Meinung war, dass der Film deutlich mache, wie wichtig die US-amerikanische Politik der Abschreckung sei. Atomwaffengegner begrüßten den Film und versuchten über den Film die Frage der Abrüstung in den Vordergrund der Präsidentschaftskampagne 1984 zu stellen. Regisseur Nicholas Meyer selbst verneinte jegliche politische Botschaft des Films und meinte, dass er einzig und allein zeigen wollte, dass ein Atomkrieg schlecht für alle wäre. „[Der Film] muss einfach wie eine Bekanntmachung im öffentlich-rechtlichen Rundfunk sein. Falls ein Atomkrieg stattfände, würde er sich mehr oder weniger so abspielen“, wie Meyer in einem Interview erzählte. 2011 meinte Meyer, dass er gehofft hatte, dass The Day After die Wiederwahl des damaligen amtierenden Präsidenten Ronald Reagan verhindern würde. Eine Untersuchung legt den Schluss nahe, dass der Film die Einstellung zu Atomwaffen nicht veränderte, jedoch zu einem besseren Verständnis für die Auswirkungen eines Atomkriegs beitrug.
Der Film, der explizit mit dem Ziel gestaltet wurde, eine starke Wirkung in der breiten Öffentlichkeit zu erzielen, hat zum damaligen Zeitpunkt erstmals in einem Hollywood-Film die Folgen eines solchen Atomschlages dargestellt. Dabei wurde auf die Interessen des Massenpublikums und des Mediums Fernsehen insoweit Rücksicht genommen, als man sich auf die amerikanische Bevölkerung beschränkte und etwa der Tod von Hauptpersonen nicht ausgespielt wurde. Die Handlung des Films endet mehrere Wochen nach den Angriffen und konzentriert sich daher auf die kurzfristigen Folgen. Weitere Aspekte wie etwa der nukleare Winter werden nur angedeutet.
Anders als bei Filmen wie Top Gun, die großzügige Unterstützung vom US-Militär bekamen, war das Pentagon von diesem Filmprojekt schon im Vorhinein alles andere als begeistert und soll versucht haben, es zu verhindern.
In anderen Ländern wurde der Film zunächst im Kino gezeigt. In Deutschland sahen ihn 3,6 Millionen Kinobesucher.

## Auszeichnungen
- Der Film gewann 1983 für die Effekte und den Soundschnitt je einen Emmy. In zehn weiteren Kategorien wurde er für einen Emmy nominiert.
- In der Bundesrepublik erhielt der Film die Goldene Leinwand für drei Millionen Zuschauer im Kino.
- Doug Scott gewann einen Young Artist Award.

## Kritiken
Das Lexikon des internationalen Films urteilte: „Mit den Mitteln des amerikanischen Fernsehfilms trotz dramaturgischer Schwächen zu starker Wirkung gebracht, wobei die Inszenierung weniger argumentiert als Angst erzeugt. Die Kompromißlosigkeit, mit der das Thema behandelt wird, kann dennoch diskussionsfördernd sein.“
MaryAnn Johanson schrieb 2005: „Immer noch furchteinflößend.“
prisma.de wertete: „Regisseur Nicholas Meyer ("Flucht in die Zukunft") inszenierte diesen leidenschaftlichen wie flammenden, wenn auch teilweise recht klischeehaften Appell gegen jede Form von atomarer Kriegsführung, der eindringlicher kaum sein könnte. Der beklemmende Film über die Folgen eines Atomkriegs war seinerzeit ein riesiger Medien-Event und löste heftige Diskussionen aus. Bis heute hat "The Day After" nichts von seiner aufrüttelnden und zugleich Angst erzeugenden Wirkung verloren.“
Bei kino-zeit schrieb Renatus Töpke: „‚The Day After‘ sollte Pflicht an Schulen sein, um der nächsten Generation eine Lektion mit auf den Weg zu geben. Eine Lektion fürs Leben.“

## Trivia
Das gleiche Thema war 1984 auch Inhalt des britischen Films Threads und 1986 mit Wenn der Wind weht.
Einige Szenen in The Day After stammten aus dem 1979 entstandenen Dokumentarfilm First Strike, der von einem (fiktiven) atomaren Überraschungsangriff der Sowjetunion auf die USA handelt.
Im Juli 2018 erschien ein Rohschnitt des Films im Internet, wobei schon längere Zeit Gerüchte kursierten, dass es eine zweite, noch wesentlich drastischere Fassung des Films gäbe, die aber nie veröffentlicht worden sei. Der Rohschnitt enthält einige neue Szenen sowie längere Einstellungen von Szenen, die im Film bereits enthalten sind. Der Rohschnitt enthält fast fünfzehn Minuten mehr Filmmaterial. Hierunter zählen zahlreiche komplette Szenen, wie zum Beispiel eine ethische Diskussion des Krankenhauspersonals, ob man die todkranken Strahlenopfer überhaupt noch mit dem knappen Vorrat an Medikamenten versorgen sollte. Andere Szenen setzen die Handlung über das hinaus fort, was im veröffentlichten Film gezeigt wurde: Während dort das Schicksal der Familie Dahlberg nach dem Tod des Vaters offen bleibt, zeigt eine Szene des Rohschnitts, wie der bei den Dahlbergs untergekommene Student mit der todkranken Tochter und dem blinden Sohn nach einem vergeblichen Besuch im Krankenhaus zur Farm zurückkehrt und feststellen muss, dass sich dort kein Lebender mehr befindet. Dieser Rohschnitt wurde nicht offiziell veröffentlicht und ist nur in verhältnismäßig schlechter Qualität abrufbar.